# Soner Şahin
Soner Şahin (* 29. März 1981 in Istanbul) ist ein türkischer Fußballspieler.

## Verein
Şahin begann mit dem Vereinsfußball in der Jugend von Gaziosmanpaşaspor, spielte anschließend in den Jugendmannschaften von Küçükpazarspor und Küçükköyspor. Bei letzterem stieg er 2001 in die Profimannschaft auf und spielte hier eine Saison. Anschließend wechselte er 2002 zum Erstligisten Denizlispor. Bei dieser Mannschaft blieb er vier Spielzeiten, kam aber nie zu einem Einsatz für diese Mannschaft und wurde regelmäßig ausgeliehen.
Zum Sommer 2006 verließ er Denizlispor und spielte in den nachfolgenden Jahren für diverse Teams der TFF 2. Lig und TFF 1. Lig. 
Zur Saison 2011/12 wechselte er zum Zweitligisten Giresunspor. Diese Mannschaft wurde zu Saisonbeginn vom Verband mit einem Transferverbot abgestraft und musste so mit dem vorhandenen Kader die Saison überstehen. So eroberte sich Şahin schnell einen Stammplatz. Die Mannschaft erhielt sich bis zum Saisonende eine Chance auf den Klassenerhalt und verlor diese erst am Saisonende.
Zur neuen Saison wechselte er zusammen mit seinem Trainer Erhan Altın zum Zweitligisten Samsunspor. Im Sommer 2015 zog er innerhalb der TFF 1. Lig zu Boluspor weiter. Ab dem Sommer 2017 begann er dann für den Zweitligisten Elazığspor aufzulaufen.

## Erfolge
Mit Giresunspor
- Play-off-Sieger der TFF 2. Lig und Aufstieg in die TFF 1. Lig: 2006/07